# Алкіно-2
А́лкіно-2 (рос. Алкино-2, башк. 2-се Алкин) — село (в минулому селище міського типу) у складі Чишминського району Башкортостану, Росія. Адміністративний центр та єдиний населений пункт Лісової сільської ради.
Населення — 4996 осіб (2010; 5020 у 2002).
У період 1990-2004 років село мало статус селища міського типу.